# 红毛横蒴苣苔
红毛横蒴苣苔（学名：Beccarinda erythrotricha），为苦苣苔科横蒴苣苔属下的一个种。其种加词“erythrotricha”意为“红毛的”。